# محمد الهواری
محمد الهواری (عربی: محمد الهواري؛ زادهٔ ۳ فوریهٔ ۱۹۴۳) دانشمند در زمینه ریاضیات، مهندسی برق، و هوش محاسباتی اهل کانادا است.